# هارون موريس
هارون موريس (بالإنجليزية: Aaron Morris)‏ هو لاعب كرة قدم بريطاني، ولد في 10 يناير 1995 في بيدفورد في المملكة المتحدة.

## وصلات خارجية
- هارون موريس على موقع قاعدة بيانات كرة القدم.إي يو (الإنجليزية)
- هارون موريس عل موقع إسبنسكروم (الإنجليزية)
- هارون موريس على موقع ItsRugby.co.uk (الإنجليزية)